# 米沢ドライビングスクール
米沢ドライビングスクール（よねざわドライビングスクール、YONEZAWA DRIVING SCHOOL）は、山形県米沢市にある自動車教習所。株式会社 米沢自動車学校が運営している。

## 概要
山形県公安委員会指定の教習所である。敷地面積は13.557m²。すぐ西側には最上川が流れる。
県内外の合宿生が多い教習所であり、合宿免許では長年の実績を誇る。市内の宿泊施設とも連携し、合宿プランなども兼ね備えている。
直営のホテル2館を運営しており、その一つのホテルおとわは明治30年に創業し、国の登録有形文化財に登録されている。

## 沿革
- 1963年（昭和38年） - 山形県公安委員会の指定を受ける。
- 1996年（平成8年） - 株式会社に改組。社名を吾妻自動車学校、校名を吾妻ドライビングスクールとする。
- 2006年（平成18年） - 社名を米沢自動車学校、校名を米沢ドライビングスクールに変更する[2]。

## 事業所
- 米沢ドライビングスクール
- ホテルおとわ
- 米沢パークホテル

## 教習できる免許
- MT普通自動車
  - マニュアル
  - オートマ
- 自動二輪
  - 普通自動二輪車
  - 大型自動二輪車
- 大型自動車
- 中型自動車
- 大型特殊自動車
- けん引自動車
- 普通二種免許

## 施設概要
- カートレーチャー（10台）
- VTR(8台)
- ドライビング・シミュレーター（2台）
- ライディング・シミュレーター（1台）
- 第1教室 - 第7教室
- スキッドコース
  - 雪道でのスリップを体験できる。

## 所在地
〒992-0022 山形県米沢市花沢町3044-1